# Ceratonereis incisa
Ceratonereis incisa är en ringmaskart som först beskrevs av Gravier och Dantan 1934.  Ceratonereis incisa ingår i släktet Ceratonereis och familjen Nereididae. Inga underarter finns listade i Catalogue of Life.